# Alleyn-et-Cawood
Alleyn-et-Cawood, på engelska även kallad Alleyn and Cawood, är en kommun i provinsen Québec i Kanada. Den ligger i regionen Outaouais, i den sydöstra delen av landet, 70 km nordväst om huvudstaden Ottawa.
Kommunen är officiellt tvåspråkig (franska och engelska), med 65 % engelsktalande och 33 % fransktalande (modersmålstalare) vid folkräkningen 2021.